# Föreningen för kvinnans politiska rösträtt i Mjölby
Föreningen för kvinnans politiska rösträtt i Mjölby, även kallad Mjölbyföreningen för kvinnans politiska rösträtt, var Mjölbys lokalförening inom Landsföreningen för kvinnans politiska rösträtt (LKPR). Föreningen bildades 1906 och var verksam lokalt i Mjölby för införandet av kvinnors rösträtt i Sverige.
Bland aktiviteterna fanns föredrag, samkväm, insamling av medel och förhandlingar om samarbete med andra organisationer. 

## Historik
Söndagen 17 november 1906 föreläste Lydia Wahlström på Mjölby föreläsningsanstalt om  ämnet "Om svensk kvinna inför svensk lag". Föreläsning resulterade i att Föreningen för kvinnans politiska rösträtt i Mjölby bildades samma datum  med en interimsstyrelse som bestod av ordförande Jenny Käll och ledamöterna A. Dahlström och Tekla Mattson. Föreningen hade sitt första ordinarie möte 29 november på logen Davids lokal i Mjölby. Där valdes Jenny Käll till ordförande, Tekla Mattson till kassaförvaltare och Edit Andersson till sekreterare. Föreningen lade ner sin verksamhet 1907.
Föreningen för kvinnans politiska rösträtt i Mjölby bildades andra gången 27 oktober 1913 efter ett föredrag av Ella Billing. Till ordförande för föreningen valdes Ingeborg Barr. Under 1914 höll ett offentligt föredrag av Ella Billing om "Kvinnan och samhällsfrågorna". Under 1915 hölls två föredrag "Kommunernas organisation och förvaltning" och "Äktenskapslagstiftningen" av Emma Aulin. Ellen Key höll ett fördrag om "Kvinnans rösträtt och freden" vid ett offentligt möte 1917.

## Ordförande
- 1906–1907: Jenny Käll
- 1913–1915: Ingeborg Barr
- 1916–1919: Helga Norrby
- 1919–1921: Inez Flinta